# 楽園郡
楽園郡（ラグォンぐん）は朝鮮民主主義人民共和国咸鏡南道に属する郡。

## 地理
咸鏡南道中部の日本海海岸に位置し、西は咸興市、北は洪原郡と隣接している。

## 行政区画
1邑・1労働者区・11里を管轄する。
- 楽園邑（ラグォヌプ）
- 三湖労働者区（サモロドンジャグ）
- 呂湖里（リョホリ）
- 寺洞里（サドンニ）
- 上松里（サンソンニ）
- 西中里（ソジュンニ）
- 細浦里（セポリ）
- 松海里（ソンヘリ）
- 新豊里（シンプンニ）
- 長興里（チャンフンニ）
- 川中里（チョンジュンニ）
- 興上里（フンサンニ）
- 興西里（フンソリ）

## 歴史
1952年に退潮郡として咸州郡から分かれて新設され、1982年に楽園郡に改称した。

### 年表
この節の出典
- 1970年7月 - 咸興直轄市退潮区域退潮一洞・退潮二洞・三号洞・西中里・呂湖里・興西里・長興里・寺洞里・細浦里・興上里・上松里・川中里・新豊里・松海里をもって、咸鏡南道退潮郡を設置。(1邑1労働者区11里)
  - 退潮一洞・退潮二洞が合併し、退潮邑が発足。
  - 三号洞が三湖労働者区に降格。
- 1982年9月 - 退潮郡が楽園郡に改称。(1邑1労働者区11里)
  - 退潮邑が楽園邑に改称。

#### 退潮郡(1952~1960年)
- 1952年12月- 郡面里統廃合により、咸鏡南道咸州郡東川面・徳山面・退潮面、洪原郡三湖面、興南市の一部地域をもって、退潮郡を設置。退潮郡に以下の邑・里が成立。(1邑25里)
  - 退潮邑・豊興里・下㯖里・双峰里・東興里・水東里・中湖里・錦糸里・嶺峰里・大興里・興西里・川中里・松海里・新豊里・興上里・三湖里・光㯖里・城元里・陵東里・西中里・呂湖里・長興里・寺洞里・松興里・細浦里・麻田里
- 1952年末 - 三湖里が三湖労働者区に昇格。(1邑1労働者区24里)
- 1953年 - 興上里・川中里の各一部が合併し、上松里が発足。(1邑1労働者区25里)
- 1954年 (1邑1労働者区25里)
  - 松興里が退潮邑・寺洞里に分割編入。
  - 豊興里・双峰里の各一部が合併し、豊慶里が発足。
- 1960年10月 - 退潮郡廃止。
  - 退潮邑・三湖労働者区・西中里・呂湖里・興西里・長興里・寺洞里・細浦里・興上里・上松里・川中里・新豊里・松海里が新設の咸興直轄市退潮区域に編入。
  - 麻田里・陵東里が新設の咸興直轄市興南区域に編入。
  - 下㯖里・豊興里・豊慶里・双峰里・東興里・水東里・中湖里・大興里・光㯖里・城元里・錦糸里・嶺峰里が新設の咸興直轄市徳山区域に編入。

#### 退潮区域
- 1960年10月 - 咸鏡南道退潮郡退潮邑・三湖労働者区・寺洞里・長興里・興西里・呂湖里・西中里・興上里・上松里・川中里・新豊里・松海里・細浦里をもって、咸興直轄市退潮区域を設置。(2洞11里)
  - 退潮邑が退潮洞に昇格。
  - 三湖労働者区が三号洞に昇格。
- 1967年 - 退潮洞が分割され、退潮一洞・退潮二洞が発足。(3洞11里)
- 1970年7月 - 退潮区域廃止。
  - 退潮一洞・退潮二洞・三号洞・寺洞里・長興里・興西里・呂湖里・西中里・興上里・上松里・川中里・新豊里・松海里・細浦里が新設の咸鏡南道退潮郡に編入。

## 交通
- 平羅線
  - 新中駅 - 呂湖駅 - 楽園駅 - 細浦里駅 - 羅山駅 - 三湖駅